# Amitav Ghosh
Amitav Ghosh (Kolkata, 1956. július 11. –) indiai író. 2018-ban elnyerte az 54. Jnanpith-díjat, India legmagasabb irodalmi kitüntetését. Ghosh ambiciózus regényei komplex narratív stratégiákat alkalmaznak, hogy feltárják a nemzeti és személyes identitás természetét, különös tekintettel az indiai és dél-ázsiai emberekre. Történelmi regényeket és ismeretterjesztő műveket írt, amelyek olyan témákat tárgyalnak, mint a gyarmatosítás és az klímaváltozás.
Ghosh a The Doon Schoolban tanult Dehradúnban, majd szociális antropológiából szerzett doktori fokozatot az Oxfordi Egyetemen. Újságíróként dolgozott az Indian Expressnél Újdelhiben, valamint több tudományos intézményben. Első regénye, The Circle of Reason (A józan ész köre) 1986-ban jelent meg, amelyet később további regények követtek, többek között The Shadow Lines (Árnyékvonalak) és The Glass Palace (Az üvegpalota). 2004 és 2015 között az Ibis trilógián dolgozott, amely az első ópiumháború kialakulását és következményeit dolgozza fel. Szakkönyvei között szerepel az In an Antique Land (1992) és a The Great Derangement: Climate Change and the Unthinkable (2016).
Ghosh két életműdíjat és négy tiszteletbeli doktori címet kapott. 2007-ben India elnöke az ország egyik legmagasabb kitüntetésével, a Padma Shri-díjjal tüntette ki. 2010-ben Margaret Atwooddal közösen elnyerte a Dan David-díjat, 2011-ben pedig a montreali Blue Metropolis fesztivál nagydíját. Ő volt az első angol nyelvű író, aki megkapta ezt a díjat. 2019-ben a Foreign Policy magazin az elmúlt évtized egyik legfontosabb globális gondolkodójának nevezte.

## Élete
Ghosh 1956. július 11-én született Kalkuttában, és a Dehradúnban található, fiúknak fenntartott bentlakásos iskolában, a Doon Schoolban tanult. Indiában, Bangladesben és Ceylonban nőtt fel. A Doonban egy osztálytársa volt Vikram Seth író és Ram Guha történész. Iskolásként rendszeresen publikált novellákat és verseket a The Doon School Weekly című lapban (amelyet akkor Seth szerkesztett), és Guhával együtt megalapította a History Times magazint. Doon után diplomát szerzett a St Stephen's College-ban és a Delhi School of Economics-ban, amelyek mindketten a Delhi Egyetem részei.
Ghosh ezután elnyerte az Inlaks Alapítvány ösztöndíját, hogy társadalmi antropológia területén doktorátust szerezzen az oxfordi St Edmund Hall-ban, Peter Lienhardt brit társadalmi antropológus irányítása alatt. Az antropológia és földrajztudományi karon írt disszertációjának címe „A rokonság kapcsolata az egyiptomi falusi közösség gazdasági és társadalmi szervezetével” volt, és 1982-ben nyújtotta be.
Ghosh visszatért Indiába, hogy megkezdje az Ibis-trilógia megírását, amely a Sea of Poppies (2008), a River of Smoke (2011) és a Flood of Fire (2015) című regényeket tartalmazza.
2007-ben elnyerte az indiai kormány Padma Shri kitüntetését. 2009-ben a Királyi Irodalmi Társaság tagjává választották. 2015-ben a Ford Alapítvány Art of Change ösztöndíjasa lett.
Ghosh jelenleg New Yorkban él feleségével, Deborah Bakerrel, aki Laura Riding életrajzának, az In Extremis: The Life of Laura Riding (1993) szerzője és a Little, Brown and Company kiadó vezető szerkesztője. Két gyermekük van, Lila és Nayan.

## Munkássága

### Fikció

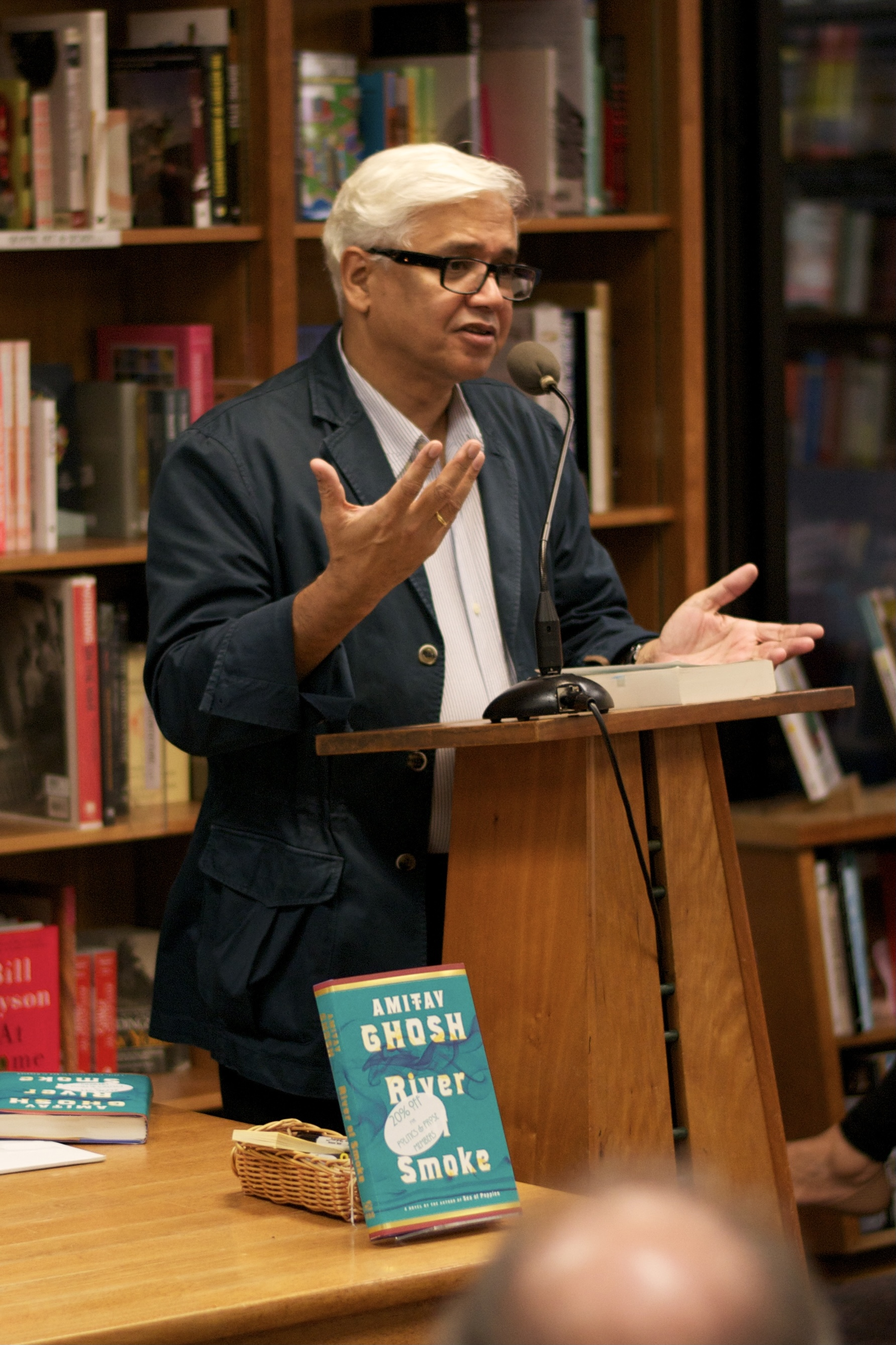
Ghosh a River of Smoke című regényét népszerűsíti 2011-ben

Ghosh történelmi regényei között szerepel The Circle of Reason (1986-os debütáló regénye), The Shadow Lines (1988), The Calcutta Chromosome (1996), The Glass Palace (2000), The Hungry Tide (2004) és Gun Island (2019).
2004-ben kezdett el dolgozni az Ibis-trilógián. A történet az 1830-as években játszódik, és az első ópiumháború kialakulását követi nyomon Kínában és az Indiai-óceán térségében. A sorozat a Sea of Poppies (2008), a River of Smoke (2011) és a Flood of Fire (2015) című művekből áll.
Ghosh műveinek többsége történelmi környezetben játszódik, különösen az Indiai-óceán peremvidékén. Mahmood Kooria történésszel készített interjújában így nyilatkozott:
Nem volt szándékos, de néha a dolgok céltudatosak anélkül, hogy szándékosak lennének. Bár ez soha nem volt része egy tervezett vállalkozásnak, és nem is tudatos projektként indult, visszatekintve rájöttem, hogy valójában ez az, ami mindig is leginkább érdekelt: a Bengáli-öböl, az Arab-tenger, az Indiai-óceán, valamint ezeknek a régióknak a kapcsolata és kölcsönös kapcsolódása.
Az egyik blogger szerint a The Shadow Lines „fényt derít a közösségi erőszak jelenségére és arra, hogy annak gyökerei milyen mélyen és széles körben terjedtek el az indiai szubkontinens kollektív tudatában”.
A 2019-ben megjelent Gun Island című regény, amely az éghajlatváltozással és az emberi migrációval foglalkozik, elismerő kritikákat kapott. A Columbia Journalban megjelent recenzió szerint:
Ez Ghosh a legkitartóbb, legkimerültebb formájában – hazája mitikus történetét ötvözi az emberi sors nehézségével, miközben tükröt tart az ország elé, amelyet ma otthonának nevez, és talán túlságosan optimista képet fest a klíma jövőjéről!
A regény egy realisztikus fikciós világot teremt, amely arra készteti az olvasókat, hogy a környezet követelményeinek megfelelően cselekedjenek. A vallás, a mágikus realizmus, a véletlenek és a klímaváltozás együttesen egy teljes történetet alkotnak, amelyben konfliktusok, traumák, kalandok és rejtélyek szerepelnek. Az olvasó elindul a „fegyverkereskedő” történetének megoldására, és beleveti magát a természet pusztításába és az emberi cselekedetek következményeibe. Ghosh a főszereplőn, a történeten és a nagyon is aktuális klímaválságon keresztül alakítja át a regényt. A regény egy szórakoztató cselekménybe ágyazott, cselekvésre ösztönző felhívás. A Guardian azonban rámutatott Ghosh hajlamára, hogy eltérjen a tárgytól, és „bozontos kutya történetnek” nevezte, amely „nagyon körmönfont utat jár be a valóság felé, de végül eljut oda”.
2021-ben Ghosh kiadta első verseskötetét, a Jungle Nama-t, amely a Szundarbansz-i Bon Bibi-legendát dolgozza fel.

### Tényirodalom
Ghosh nevezetes nem szépirodalmi művei között szerepel az In an Antique Land (1992), a Dancing in Cambodia and at Large in Burma (1998), a Countdown (1999) és a The Imam and the Indian (2002), amely esszék gyűjteménye olyan témákról, mint a fundamentalizmus, a regény története, az egyiptomi kultúra és irodalom. Írásai indiai és külföldi újságokban és magazinokban jelentek meg.
A The Great Derangement: Climate Change and the Unthinkable (2016) című művében Ghosh azzal vádolja a modern irodalmat és művészetet, hogy nem foglalkozik megfelelően a klímaváltozás kérdésével. A The Nutmeg's Curse: Parables for a Planet in Crisis (2021) című művében Ghosh a szerecsendió útját követi nyomon szülőhelyétől, a Banda-szigetekről a világ számos más részéig, és a fűszert olyan példaként használja, amelyen keresztül megérthető a gyarmatosítás történelmi hatása az őslakos kultúrákhoz és a környezeti változásokhoz való viszonyra. Legújabb művében, a Smoke and Ashes: A Writer's Journey Through Opium's Hidden Histories (2023) című könyvben Ghosh az ópium történetét tárgyalja, különös tekintettel annak gyarmati történetére és örökségére Indiában és Kínában, valamint a modern vállalati gyakorlatokhoz való kapcsolódására, például a Purdue Pharma szerepére a jelenlegi amerikai opioid-járványban. Az 1830-as évek első ópiumháborújához vezető eseményekről szóló rész Ghosh Ibis trilógiájának háttérként is szolgál.

### Díjak és elismerések
A The Circle of Reason (1986) elnyerte a Prix Médicis étranger díjat, Franciaország egyik legrangosabb irodalmi díját. A The Shadow Lines (1988) elnyerte a Sahitya Akademi díjat és az Ananda Puraskar díjat. A The Calcutta Chromosome (1996) 1997-ben elnyerte az Arthur C. Clarke-díjat. A Sea of Poppies (2008), az Ibis-trilógia első része, a 2008-as Man Booker-díj döntőse volt. 2009-ben a Vodafone Crossword Book Award díj egyik nyertese volt, valamint a 2010-es Dan David-díj egyik nyertese. A River of Smoke (2011), az Ibis-sorozat második része, a 2011-es Man Asian irodalmi díjra jelölték.
Ghosh híresen visszavonta regényét, a The Glass Palace (2000) című művet a Commonwealth Writers' díjra való jelölésből, ahol az eurázsiai kategória legjobb regényének járó díjat nyerte el, hivatkozva a „Commonwealth” kifejezéssel kapcsolatos kifogásaira és a szabályzatban meghatározott angol nyelvű követelmény igazságtalanságára.
Az indiai kormány 2007-ben Padma Shri polgári kitüntetéssel tüntette ki Ghosh-t. 2016. november 20-án életműdíjat kapott a Tata Literature Live, a mumbaii irodalmi fesztiválon. 2018 decemberében elnyerte az 54. Jnanpith-díjat, és ő az első angol nyelvű indiai író, akit ezzel a kitüntetéssel tüntettek ki.
Elnyerte a 2024-es Erasmus-díjat, kifejezetten a klímaváltozásról szóló írásaiért: „Munkája megoldást kínál azáltal, hogy a múltról szóló meggyőző történetek révén kézzelfoghatóvá teszi a bizonytalan jövőt. Tollával azt is megmutatja, hogy a klímaválság egy kulturális válság, amely a képzelőerő hiányából fakad.”
Smoke and Ashes: Opium’s Hidden Histories (Füst és hamu: az ópium rejtett történetei) című könyve bekerült a 2024-es British Academy Book Prize jelöltjei közé.

## Könyvei
Regények
- The Circle of Reason (1986)
- The Shadow Lines (1988)
- The Calcutta Chromosome (1995)
- The Glass Palace (2000)
- The Hungry Tide (2004)
- Sea of Poppies (2008)
- River of Smoke (2011)
- Flood of Fire (2015)
- Gun Island (2019)
- Jungle Nama (2021)

Non-Fiction
- In an Antique Land (1992)
- Dancing in Cambodia and at Large in Burma (1998; Esszék)
- Countdown (1999)
- The Imam and the Indian (2002; Esszék)
- Incendiary Circumstances (2006; Esszék)
- The Great Derangement: Climate Change and the Unthinkable (2016)
- The Nutmeg's Curse (2021)
- Uncanny and Improbable Events (2021)
- The Living Mountain (2022)
- Smoke and Ashes (2023)
- Wild Fictions (2025; Esszék)

### Magyarul megjelent
- A puskakereskedő legendája (Gun Island) – Európa, Budapest, 2020 · ISBN 9789635042265 · fordította: Csuhai István

## Lásd még
- Indiai írók, költők listája

## Fordítás
- Ez a szócikk részben vagy egészben  az   Amitav Ghosh című angol Wikipédia-szócikk ezen változatának fordításán alapul.  Az eredeti cikk szerkesztőit annak laptörténete sorolja fel. Ez a jelzés csupán a megfogalmazás eredetét és a szerzői jogokat jelzi, nem szolgál a cikkben szereplő információk forrásmegjelöléseként.